# Frederic III de Dinamarca

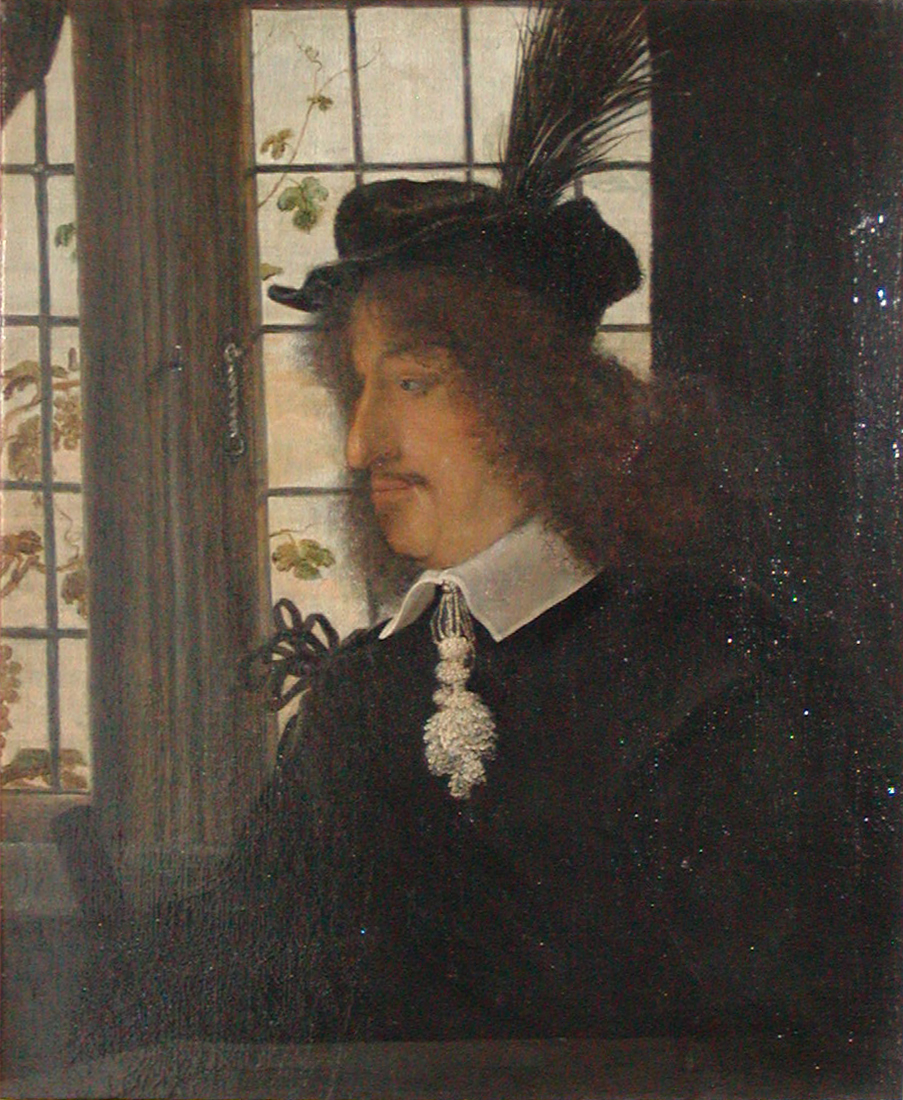
Retrat anònim de Frederic III de Dinamarca. Col·lecció de retrats del Castell de Frederiksborg

Frederic III (Haderslev, 18 de març de 1609 - Copenhaguen, 9 de febrer de 1670) va ser rei de Dinamarca i de Noruega de 1648 a 1670. Era fill de Cristià IV i d'Anna Caterina de Brandenburg.
Durant el seu regnat, Dinamarca va cedir definitivament el paper de potència escandinava a Suècia, després de dues guerres que van arribar a posar en perill la mateixa existència del regne. Amb el Tractat de Roskilde Dinamarca va perdre grans extensions de territori així com el control sobre l'accés al Mar Bàltic. Tot i això, la defensa que el rei va fer del seu país li donà gran popularitat i li va permetre proclamar la monarquia absoluta hereditària l'any 1665.

## Família
Frederic III va estar casat amb Sofia Amàlia de Brunsvic-Lüneburg (1628-1685), filla de Jordi de Brunsvic-Lüneburg. Amb ella va tenir vuit fills:
- Cristià (1646-1699). Rei de Dinamarca i Noruega. casat amb Carlota Amàlia de Hessen-Kassel (1650-1714).
- Anna Sofia (1647-1717). Casada amb el príncep elector Joan Jordi III de Saxònia.
- Frederica Amàlia (1649-1704). Casada amb el duc Cristià Albert de Holstein-Gottorp (1641-1695).
- Guillermina Ernestina (1650-1706). Casada amb el príncep Carles II, elector palatí.
- Frederic (1651-1652).
- Jordi (1653-1708). Príncep consort de Gran Bretanya, casat amb la reina Anna I de la Gran Bretanya.
- Ulrica Elionor (1656-1693). Reina de Suècia, casada amb el rei Carles XI de Suècia (1655-1697).
- Dorotea (1657-1658).

A banda, de la seva relació amb Margarida Pape, va tenir un fill il·legítim:
- Ulric Frederic Gyldenlove (1638-1704), casat primer amb Sofia Urne (1625-1714), després amb Maria Grubbe (1643-1718), i finalment amb Antonieta Augusta d'Aldenburg (1660-1701).